# Casa Blanca (La Pobla de Vallbona)
|  | Aquest article tracta sobre La Masia Casa Blanca. Vegeu-ne altres significats a «Casa Blanca (desambiguació)». |

La Casa Blanca va ser una masia de La Pobla de Vallbona.

## Situació
La Casa Blanca es troba a 1.600 metres al nord de la Pobla de Vallbona, d'on havia estat un dels edificis més emblemàtics.
A més de l'edifici, hi havia nombroses terres que pertanyien a la Casa Blanca i els seus propietaris. La propietat estava formada per 375 parcel·les de les quals la masia ocupa la número 183, la superfície total era de 8.172 m². L'edifici estava envoltat per un mur d'uns 3 metres d'altura per a defensar l'edifici i els seus propietaris.

## Història
La masia va ser construïda pels religiosos de la Cartoixa de Porta Coeli i ocupava al principi una àrea rectangular de 2760m². Estava dotada per totes les dependències necessàries per a l'explotació de les terres.
A aquestes terres de mont blanc era important l'aprofitament de les botxes, que s'exportaven als bons temps de la recol·lecció de la seda, als pobles de la Ribera del Xúquer. Una altra font important d'ingressos eren els atotxars, que creixien abundants i espontanis, la recol·lecció dels quals l'efectuaven molts veïns de Llíria, Benaguasil, Bétera, i la Pobla de Vallbona. Els recol·lectors guanyaven l'equivalent a les tres quintes parts del que recollien, el que era equivalent a unes 18.000 lliures anuals. Amb l'espart recollit fabricaven cordes. A més, a les terres de la masia, es cultivaven garrofes, oli i vi. Com a anècdota es pot contar que al migdia feien el dinar per a tots i a més repartien una part entre els pobres que hi havia per allí prop.
Amb els anys, la prosperitat econòmica dels monjos de la Cartoixa de Porta Coeli els va permetre convertir la majoria de terrenys de secà de la masia, en terres de regadiu, gràcies a unes importants obres en les que van ampliar l'assut de Benaguasil i construir una gran xarxa de séquies per portar l'aigua fins als terrenys de la masia i poder regar-los. La masia va ser propietat dels Cartoixes de Porta-Celi fins que els territoris van ser confiscats per l'Estat a causa de la Llei de desamortització de Mendizábal, amb la qual les terres de l'església passaven a mans de l'Estat.
Una mostra que els propietaris de la masia van ser els monjos de la Cartoixa són les referències que es poden trobar als documents històrics. Pel que se sap, els cartoixes llogaven la Casa Blanca i una xicoteta part de les terres a gent que estiguera interessada en aquesta masia. Una mostra d'aquest fet és aquest document de 1778, on la masia i una part de les terres va ser llogada a uns veïns de la Pobla de Vallbona:
| « | Sepase por esta Pública Escritura Cómo nosotros los Muy Reverendos Padres, el Lector, Fray Joseph Ruíz y Fray Martín Civera, Sacerdotes del convento de San Onofre (...) Que arrendamos, y damos en Renta a Francisco Silvestre, Labrador, y a Manuela Rodrigo, Consortes que están presentes, y en su lugar aceptan, vecinos de esta Villa de la Puebla de Vallbona: Nueve Cahizadas, y tres cuartones de tierra huerta, (...) Quarenta y Cinco cahizadas, y tres hanegadas de tierra de secano. (...) También vaxo ciertos lindes y Partida, una Casa de Abitación y morada, llamada Casa-Blanca (...). | » |

Se sap que els propietaris de la Casa Blanca eren de l'orde de Sant Onofre, ja que hi havia un retaule a l'entrada de la Casa Blanca, idèntic al que actualment es troba al carrer Don Salvador Giner, número 1, de València, que data de 1804.
A l'estiu de 1835, a causa de la desamortització de Mendizábal, la masia Casa Blanca es va posar en venda. Per a facilitar la venda dels terrenys el govern els va dividir en quatre parts: El monestir, valorat en 753.000 pessetes; La Torre, valorada en 494.500 pessetes; Casa-Blanca, valorada en 251.415 pessetes; i La Pobleta, amb un valor de 133.720 pessetes. En total 1.632.635 pessetes, les quals mai van arribar a ser pagades al ministeri d'Hisenda. Les terres fèrtils que amb tant esforç i dedicació havien treballat els monjos van ser dividides en xicotetes parcel·les que van ser venudes a xicotets propietaris o posades en arrendament. Es va perdre la diversitat i la qualitat dels productes que temps enrere s'havien cultivat a aquestes terres.
En primer lloc, la Casa Blanca, formada per l'edifici i una xicoteta part de les terres, van ser venudes a Vicente Bertrán de Lis, però aquest al no poder pagar la quantitat que li demanava l'estat li van ser retirades tant la casa com el terreny. Després va ser comprada per José de Iranzo y Barruchi, un notable militar que es va fer distingir a la campanya de les Filipines, a més va ser Coronel del Primer Regiment d'Artilleria de Barcelona i Coronel de l'Acadèmia d'Artilleria de Segovia, nascut a València el 20 de juny de 1831, era fill del tinent general Miquel de Iranzo i Dolores Barruchi. Es va casar amb Pilar Palavecino, filla dels marquesos de Mirasol. Tenia nombroses condecoracions i va ser president de la Cámara Agrícola de València als anys 1891 i 1892. Se li atribueix la col·locació de la campana a la torreta de la Casa Blanca. La campana tenia el nom de Maria Verge del Rosari i datava de 1886. José de Iranzo va reviure un poc les terres de la Casa Blanca. Va plantar gran quantitat d'arbres i vinya, tot treballat per veïns de la Pobla de Vallbona i de Benissanó. Als salons de la Casa Blanca se celebraven luxoses festes a les que acudien personalitats destacades de la zona. Segons una llegenda, el Coronel va matar a escopetades a un cocodril de 2,5 metres de llarg. El va embalsamar i el va col·locar al rebedor de la Casa Blanca. Allí va romandre fins al 1920 que al morir el propietari de la casa, aquest la va deixar als fills els quals la van vendre a un senyor de Madrid de cognom Carriaga va mantindre l'activitat a la masia i la va fer prosperar fins a l'any 1944 que va passar a ser propietat de l'Institut Nacional de Colonització per mitjà del Ministeri de Cultura.
Entre el 9 i el 15 d'octubre s'hi va celebrar un concurs agropecuari patrocinat per la Delegació Nacional de Sindicats de FET y de las JONS, l'Estat Espanyol, l'Institut Nacional de Colonització, entre d'altres, en el que varen intervenir 72 poblacions. Es va dividir el concurs en quatre grups: Ramaderia, Arada, Arrossegament i Fruites i productes. Al mateix temps va tenir lloc una fira ramadera a la que varen anar els millors animals de la zona. El concurs d'arada per a menors de 21 anys se'l va endur un veí de la Pobla de Vallbona, Miguel Llavata Llavata, de 14 anys. Va guanyar 1.000 pessetes i un pergamí. A la categoria per a majors de 21 anys també va guanyar un poblà, José Mestre García, que es va endur de premi 1.500 pessetes i un pergamí. Al concurs van acudir personalitats importants de la zona com el Governador Civil, l'alcalde de València i altres autoritats. A l'acabar el concurs les autoritats i els jurats van ser convidats a un gran dinar. Aquest va ser l'últim gran esdeveniment d'aquest lloc tan emblemàtic en la història de la Pobla de Vallbona. L'edifici va ser abandonat i es va deixar que es deteriorés progressivament fins que va ser demolit i eliminat qualsevol resta d'aquest edifici.
La masia va ser abandonada abans de la dècada de 1960 i cedida com a propietat mancomunada de la Comunitat de Regants del Pou Casa-Blanca en 1973, quan amb ja la casa en runes, la campana va ser robada per un veí de la Pobla de Vallbona, suposadament obligat per tres forasters. Casualment van ser vistos per un colon que regava les terres i de seguida els va denunciar a la Guàrdia Civil. Als pocs dies van tornar la campana i com ja no hi servia per a res a la Casa Blanca perquè estava abandonada, la comunitat de regants la va donar a l'església Santíssima Trinitat, en la qual es conserva a hui dia.
La casa es va enderrocar a mitjan dècada de 1980 i es troba protegida pel Catàleg de Béns i Espais Protegits del Pla General, com a Jaciment Arqueològic.